# Vicente Lusitano
Vicente Lusitano (Olivenza, ... – ...; fl. 1550-1561) è stato un compositore, teorico della musica e religioso portoghese.

## Biografia
Poco è noto della vita del compositore e anche il nome è incerto: Lusitano significa "Portoghese" e, di conseguenza, numerosi accademici hanno ipotizzato che fosse un soprannome e non un cognome. Nacque a Olivenza intorno al 1520 e viene descritto come "pardo", il che indica origini miste; si pensa che la madre fosse di origini africane e dagli anni 1980 viene regolarmente descritto come il primo compositore di colore a pubblicare musica in Europa.
Stando alle informazioni riportate da Joao Franco Barreto, Lusitano era un presbitero ed insegnò musica a Padova, Viterbo e Roma intorno al 1551. Alcuni storici ipotizzano che arrivò a Roma in qualità di precettore della famiglia portoghese dei Lancastre, giunta a Roma proprio nel 1551. Durante gli anni 1550 si convertì al protestantesimo e si trasferì in Germania, dove si perdono le sue tracce intorno al 1561.

## Opera
A Lusitano si attribuiscono diversi pezzi di musica corale (inclusi mottetti in latino per cinque e otto voci) e un madrigale. La sua musica fu pubblicata tra gli anni 1550 e 1560 nei tomi Liber primus epigramatum (1551), Introduttione facilissima, et novissima, di Canto Fermo, Figvrato, Contrapon to semplice, et in concerto. Con Regole Generali per far fughe differenti sopra il Canto Fermo, a ii, iii & iiii. voci, & compositioni, proportioni, generi. S. Diatonico, Cromotico, Enarmonico (1953) e Beati omnes qui timent Dominum (1562). Inoltre, è sopravvissuto un suo manoscritto sull'arte del canto dedicato a Marcantonio II Colonna.
Come teorico della musica, si oppose alle nuove teorie sul canto di Nicola Vicentino, battendosi strenuamente a favore delle consolidate teorie musicali dell'epoca. Nel 1551 ebbe una celebre disputa con Vicentino nella Cappella pontificia e Ghiselin Danckerts e Bartolomé Escobedo gli assegnarono la vittoria. Il suo libro Introduttione facilissima, et novissima, di canto fermo, figurato, contraponto semplice, et inconcerto fu pubblicato a Roma nel 1553 e a Venezia nel 1561; il libro è guida per l'educazione musicale, con particolare attenzione all'insegnamento del contrappunto.